# Stanisław Dulfus
Stanisław Dulfus baron herbu Dulfus (ur. 22 marca 1762 w Warszawie, zm. 25 stycznia 1847 w Warszawie) – pułkownik Wojska Polskiego.

## Życiorys
Stanisław Dulfus urodził się 22 marca 1762 roku w Warszawie. W maju 1787 roku jako podchorąży rozpoczął służbę w pruskim 4 Pułku Huzarów Eugeniusza Fryderyka Księcia Wirtemberskiego. 30 listopada 1789 roku został zwolniony z pruskiej Armii, a 11 grudnia tego roku rozpoczął służbę w kawalerii narodowej Wojsk Rzeczypospolitej jako adiutant podporucznik. W 1792 roku uczestniczył w wojnie z Rosją. 18 czerwca tego roku walczył w bitwie pod Zieleńcami, a 18 sierpnia awansował na porucznika w kawalerii narodowej. Dwa lata później, w czasie insurekcji kościuszkowskiej znów walczył z Rosjanami. Wziął udział w bitwie pod Powązkami, Błoniem (10 lipca) i Kamionką. 12 września 1794 roku otrzymał nominację na podpułkownika. 12 stycznia 1801 roku, w stopniu kapitana, został przyjęty do Legionów Polskich we Włoszech. 1 kwietnia 1807 roku został szefem szwadronu w Pułku 2 Ułanów. 15 maja tego roku awansował na majora. 20 marca 1810 roku otrzymał nominację na pułkownika i dowódcę Pułku 4 Strzelców Konnych. Przystąpił do Konfederacji Generalnej Królestwa Polskiego w 1812 roku. 28 listopada 1812 roku w czasie bitwy nad Berezyną został ranny w lewą nogę.
13 grudnia 1816 roku został organizatorem i pierwszym dowódcą Korpusu Żandarmerii. 1 czerwca 1825 roku został przeniesiony „na reformę”. 25 grudnia 1828 roku został „umieszczony a la suite w wojsku”. Nie pełnił czynnej służby wojskowej i nie zajmował żadnego stanowiska, ale miał prawo występować w mundurze. Zmarł 25 stycznia 1847 roku w Warszawie. Pochowany w katakumbach cmentarza Powązkowskiego (rząd 103-5).

## Ordery i odznaczenia
- Krzyż Kawalerski Orderu Wojskowego Księstwa Warszawskiego – 1808
- Order św. Anny kl. 2 – 1818